# (195405) Lentyler
(195405) Lentyler est un astéroïde de la ceinture principale.

## Description
(195405) Lentyler est un astéroïde de la ceinture principale. Il fut découvert le 6 avril 2002 à Cerro Tololo par Marc William Buie. Il présente une orbite caractérisée par un demi-grand axe de 2,54 UA, une excentricité de 0,17 et une inclinaison de 10,5° par rapport à l'écliptique.